# 宇宙重力波望遠鏡
宇宙重力波望遠鏡（うちゅうじゅうりょくはぼうえんきょう）、正式名称レーザー干渉計宇宙アンテナ (Laser Interferometer Space Antenna; LISA) は、欧州宇宙機関 (ESA) が進めている、重力波天体観測人工惑星である。
アメリカ航空宇宙局ジェット推進研究所 (NASA-JPL) との共同プロジェクトの一つである。
現在の計画では、打上は2015年から2037年に大幅に計画は延期になっている。地球・太陽軌道系（黄道面）に対して20度の傾きを持った人工惑星軌道に投入され、観測を行う予定。
重力波望遠鏡の構造は、3つの衛星からなる。各々の衛星は、500万km離れた位置を周回し、衛星間にてレーザー光による干渉計として動作させる計画である。基線長が500万kmに達するため、地上では実現の難しい、MHz帯の波長を持つ重力波を捉えることが可能である。
2015年12月3日に搭載する機器の実証としてLISA パスファインダーが打ち上げられた。

## 技術解説
宇宙にレーザー干渉計を打ち上げる計画が始まったのは、1980年代に遡る。地球上でのレーザ干渉計の場合には、その大きさなどからすれば、長い基線長を持てば持つほど、巨額の費用が掛かる事になる。後述する、重力波観測のためには、基線長の長いものほど有利であり、精密な軌道制御が可能であれば、微弱な振動を捉えることが可能になる。
このため、JPLとESAは、既存の技術（ハッブル宇宙望遠鏡を、正確に天体に向けて、長時間露光する技術）を用いて、重力波観測が可能になる技術を開発している。
具体的には、レーザー光を発振して、そのレーザ光を反射する衛星を3機打ち上げることになる。それぞれの衛星は、互いに周回しながら、レーザ波を送受信しながらレーザ光の微弱な干渉縞を観測することになる。衛星間の同期は、原子時計を積んだマスタークロックによって行われる。このマスタークロックと、干渉縞の相互比較によって、重力波を捉える計画である。
なお、重力波検出はレーザ光の途中に重力波が通過するときに生じる、僅かな光子の振動として観測されるため、相互に行き来するレーザ光に干渉縞を生じることになる。

## 重力波天文学的解説
重力波は、電波、赤外線、可視光、紫外線、エックス線、ガンマ線と同じように、波動の性質を持つため、宇宙膨張による赤方偏移による影響を受ける。よって、遠い天体からの重力波を観測するためには、長い基線長を持つ重力波望遠鏡が必要となる。
例えば、TAMA300の場合、基線長が300mのため、MHz帯の重力波を捉えることならば可能である。しかしながら、300mとなると、銀河系内等で起こる重力崩壊の結果によって生じる重力波を検出することしかできない。それに対して、LIGOとなると、基線長は4km及び2kmに達するため、数十kHzの重力波を検出することが可能となる。この大きさならば、銀河系内で起こる同様のイベントのみならず、おとめ座銀河団内で生じる同様のイベントを捉えることが可能になるとされる。
しかしながら、重力崩壊にしても、恒星質量から生じる特異点半径を計算すると、小さいもので数キロメートル。大きなものでは、数万キロメートルにも達する。よって、銀河系誕生時に生じたものと思われる、活動銀河核（クェーサー）内で生じる重力波を検出するためには、最低でも同じ基線長を持つ重力波望遠鏡が必要となる。
これまでに知られている活動銀河核までの距離は、近いものでも数十億光年、遠いものになると110億光年となるため、ハッブルの法則によれば、赤方偏移は数十%から90%程度にもなる。よって、基線長の長い重力波望遠鏡ならば、重力波を生じるような大規模な現象を観測することが可能になるのである。

### 恒星終末論
チャンドラセカール質量とは、恒星が超新星爆発を起こして内部に中性子星を残す臨界質量のこと。なお、現在の恒星進化論によれば、恒星は終末期に、太陽質量の2.3倍程度で超新星爆発を起こし、4倍程度を超えた質量ならば、中心部において生じた鉄原子が重力崩壊によって中性子星として残るとされている。なお、ブラックホールを生じるためには、残った中性子星が重力崩壊を起こす質量にならなければならない。

### 教科書
- 中村 卓史 (著), 大橋 正健 (著), 三尾 典克 (著),  重力波をとらえる―存在の証明から検出へ, 京都大学学術出版会, 1998
- 日本物理学会(編), 宇宙を見る新しい目, 日本評論社, 2004.
- 日本天文学会(編), シリーズ「現代の天文学」第8巻 -ブラックホールと高エネルギー現象-, 日本評論社, 2007
- 柴田大(著), UT-Physics 第3巻 - 一般相対論の世界を探る 重力波と数値相対論 -, 東京大学出版会, 2007

### LISA計画の論文
- Astrophysical Journal